# Thouarella carinata
Thouarella carinata är en korallart som beskrevs av Kükenthal 1908. Thouarella carinata ingår i släktet Thouarella och familjen Primnoidae. Inga underarter finns listade i Catalogue of Life.